# Chefornak (Alasca)
Chefornak é uma cidade localizada no estado americano de Alasca, no Condado de Berrien.

## Demografia
Segundo o censo americano de 2000, a sua população era de 394 habitantes.
Em 2006, foi estimada uma população de 396, um aumento de 2 (0.5%).

## Geografia
De acordo com o United States Census Bureau, a localidade tem uma área de 16,8 km², dos quais 14,8 km² cobertos por terra e 2,0 km² cobertos por água.

## Localidades na vizinhança
O diagrama seguinte representa as localidades num raio de 72 km ao redor de Chefornak.